# Quinchamalium pratense
Quinchamalium pratense är en tvåhjärtbladig växtart som beskrevs av Rodolfo Amando Philippi. Quinchamalium pratense ingår i släktet Quinchamalium och familjen Schoepfiaceae. Inga underarter finns listade i Catalogue of Life.